# MPEG-4 Part 14
'MPEG-4 Part 14 o format de fitxer MP4, formalment ISO/IEC 14496-14:2003, és un format estàndard de Contenidor multimèdia.
Comunament utilitzat per emmagatzemar corrents d'Àudio digital i Vídeo digital, especialment aquells definits per MPEG, però també pot ser utilitzat per emmagatzemar molts tipus de continguts multimèdia, tals com àudio múltiple, vídeo, subtítols, imatges fixes, velocitat variable de quadre, velocitat variable de bits, freqüència variable de mostreig, també pot emmagatzemar contingut avançat (anomenat oficialment Rich Media o “BIFS”) com gràfics animats 2D i 3D, interactivitat amb l'usuari, menús de DVD... Aquest tipus de continguts no poden ser emmagatzemats amb AVI, tot i ser un contenidor més popular. Igual que la majoria dels formats moderns, MPEG-4 permet streaming a través d'Internet. S'utilitza un track separat de referència per incloure informació sobre streaming en l'arxiu.
MP4 és l'extensió d'arxiu global pel format contenidor oficial, definida en l'estàndard MPEG-4 part 14. Alguns dispositius anomenats reproductors MP4 són simplement reproductors MP3 que a més reprodueixen vídeo AMV o algun altre tipus de format de vídeo, i que no necessàriament reprodueixen el format MPEG-4 part 14. Així doncs '.mp4 és l'única extensió oficial' per a tots els arxius d'àudio i vídeo i continguts avançats (i combinacions), tot i així hi ha altres extensions relacionades.

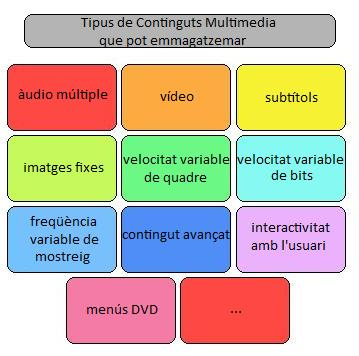
Continguts multimedia que pot emmagatzemar el format MPEG 4 Part 14

## Història del MP4
MPEG-4 Part 14 és una instància de caràcter més general de l'ISO / IEC 14496-12:2004 (MPEG-4 Part 12)que es basa directament en el format contenidor de QuickTime d'Apple, MPEG-4 Part 14 és essencialment idèntic al format MOV, però formalment especifica el suport inicial de descriptors d'objectes (IOD) i altres característiques de MPEG. MPEG-4 Part 14 revisa i reemplaça completament la clàusula 13 d'ISO / IEC 14496-1 (MPEG-4 Part 1: Sistemes), en el qual el contingut del format per MPEG-4 va ser prèviament especificat.
L'especificació del format d'arxiu MPEG-4 es va crear sobre la base de l'especificació del format QuickTime, publicat el 2001. La versió 1 de l'estàndard del format d'arxiu MPEG-4,es va publicar l'any 2001 com ISO / IEC 14496-1:2001, que és una revisió de la norma MPEG-4 Part 1: Especificació de Sistemes publicat el 1999 (ISO / IEC 14496-1:1999). El 2003, la primera versió del format del fitxer MP4 va ser revisat i substituït per MPEG-4 Part 14: format d'arxiu. MP4 (ISO / IEC 14496-14:2003), comunament denominat com format d'arxiu MPEG-4 de la versió 2. El format del fitxer MP4 es va generalitzar en el format ISO base per a mitjans fitxer ISO / IEC 14496-12:2004, que defineix una estructura general per als arxius dels mitjans de comunicació basats en el temps. Es va convertir en ser utilitzat com a base per a altres formats d'arxiu de la família (per exemple, MP4, 3GP, Motion JPEG 2000).

## Extensions
Ja que MPEG -4 Part 14, és un fitxer contenidor que pot emmagatzemar diferents tipus de dades, ja siguin d'àudio, vídeo o subtítols, fa impossible determinar quin tipus de dades conté l'arxiu MPEG-4, basant-te només amb el nom de l'extensió.
Així que encara que només existeixi un nom oficial d'extensió definit per l'estàndard, “.mp4”, existeixen diferents extensions utilitzades en molts softwares per tal d'indicar el contingut d'aquests arxius.
- .mp4 : Extensió oficial per a àudio, vídeo i continguts avançats.
- .m4a i .m4v : Popularitzada per Apple, és l'extensió utilitzada en el software iTunes per tal de distingir els arxius MPEG–4 d'àudio i de vídeo. Alhora també va incloure aquesta extensió en el desenvolupament de QuickTime (.MOV).

La majoria de softwares de reproducció, que suporten MPEG-4, també poden reproduir arxius amb extensió .m4a. La major part d'aquest tipus d'arxius (.m4a), han estat creats fent servir el format AAC (Advanced Audio Coding),
però altres arxius en formats com “Apple Lossless” i .mp3 poden ser inclosos a un arxiu .m4a.
L'existència de dos tipus diferents d'extensions de dades per a anomenar l'àudio MP4 va crear una confusió als usuaris i al programari. Normalment el programari és capaç de crear àudio MPEG-4 perquè l'usuari també pugui escollir el nom de l'extensió de les dades de MPEG-4 creades. Es pot canviar de manera segura l'extensió dels arxius d'àudio .”mp4” a “.m4a” i a l'inrevés. Això no passa amb els arxius .mp3, ja que per poder ser reproduïts en un reproductor d'àudio, aquest necessàriament ha de tenir la capacitat per codificar el format del fitxer .mp4 que generalment es troba codificat amb MPEG-4 AAC, incompatible amb la codificació i de codificació de MPEG-1 Layer 3 dels .mp3.
Normalment el programari és capaç de crear àudio MPEG-4 perquè l'usuari també pugui elegir el nom de l'extensió de les dades de MPEG-4 creades.
- .m4p : Extensió utilitzada per arxius MPEG-4 amb corrents de dades xifrats per a la gestió de drets digitals FairPlay o la botiga d'Apple (Apple Store).
- .m4b : Extensió utilitzada per a Podcast i arxius d'AudioBooks que contenen metadades i inclouen marcadors de capítols, imatges i hipervincles. Poden utilitzar tant l'extensió .m4a com .m4b, però s'utilitza de forma més comuna l'extensió .m4b, ja que aquesta permet l'opció de “Bookmark” (recorda el punt de l'última reproducció (com un punt de llibre).
- .m4r : Extensió que acostuma a utilitzar Apple iPhone, per als tons de trucada.
- .3gp i .3g2 : Extensió utilitzada per telefonia mòbil 3G, també pot emmagatzemar contingut no directament especificat en la definició de .mp4 (H.263, AMR, TX3G).

## Cadenes de dades
Gairebé qualsevol tipus de dades poden ser incrustades en un fitxer MPEG-4 Part 14 a través de corrents/fluxos privats. Els còdecs registrats per als fitxers basats en MPEG-4 Part 12 estan publicats a la pàgina web del MP4 Registration authority (mp4ra.org), però la majoria d'ells no es troben del tot suportats pels reproductors MP4. Els que si es troben amplament suportats pels reproductors MP4 són els codecs i fluxos de dades addicionals següents:
- Vídeo: MPEG-4 Part 10 (també conegut com a H.264 i MPEG-4 AVC), MPEG-4 Part 2. Altres formats menys utilitzats: MPEG-2 i MPEG-1
- Àudio: Advanced Audio Coding (AAC - MPEG-4 Part 3 Subpart 4). Altres formats menys utilitzats: MPEG-1 Audio Layer III (MP3), Apple Lossless, MPEG-4 Part 3 Audio Object Types: Audio Lossless Coding (ALS), Scalable Lossless Coding (SLS), MPEG-1 Audio Layer II (MP2), MPEG-1 Audio Layer I (MP1), CELP, HVXC (speech), TwinVQ (very low bitrates), Interfícies de síntesi de veu, SAOL (MIDI) and others.
- Subtítols: MPEG-4 Timed Text (també conegut com a 3GPP Timed Text). Alguns exemples de flux privat inclouen l'ús que fa Nero dels subtítols en fitxers MP4.

## Metadades
MP4 pot contenir metadades tal com defineix l'estàndard de format, i, a més, pot contenir Extensible Metadata Platform (XMP).